# 三菱・デリカカーゴ
デリカカーゴ（DELICA CARGO）は、三菱自動車工業が生産・販売していた商用車である。

## 初代（1994年 - 2005年）
1994年5月12日
デリカスペースギアと同時に発売。スペースギアをベースとした商用仕様で、従来の3代目デリカバン/トラックも併売される。ボディは4ナンバー登録の標準ボディと、1ナンバー登録のロングボディを設定。2.0Lガソリンエンジン（115馬力）とインタークーラーのない2.5Lターボディーゼルエンジン（85馬力）のみの設定や、高荷重に対応したリアリーフ式サスペンションなどがスペースギアと異なる。駆動方式は2WD（FR）と4WDをそれぞれ用意。
1997年
スペースギアと共にマイナーチェンジ。ヘッドライト、フロントグリル、バンパーなどが新意匠となる。
1999年11月1日
日本国内販売終了。一部輸出仕様（エクスプレス等）は2005年まで継続生産。また乗用仕様のスペースギアも車種整理を行いながら2006年後半まで継続生産され、翌年登場したデリカD:5にバトンタッチした。
概要
- ボディ形状と駆動方式
  - 2WD ハイルーフ
    - ショート
    - ロング

  - パートタイム 4WD エアロルーフ
    - ショート
- 最大積載量と登録区分
  - ショート：750kg / 4ナンバー
  - ロング：1000kg / 1ナンバー
- エンジン
  - 4D56型ターボディーゼル：全車
  - 4G63型ガソリンエンジン：2WD ショートで選択可能
- 座席定員：2 / 5名　一部グレードは3 / 6名（前席のみ / 後席を含む）
- サスペンション：前 トーションバー + ダブルウィッシュボーン / 後 リーフリジッド

## 2代目（1999年 - 2010年）

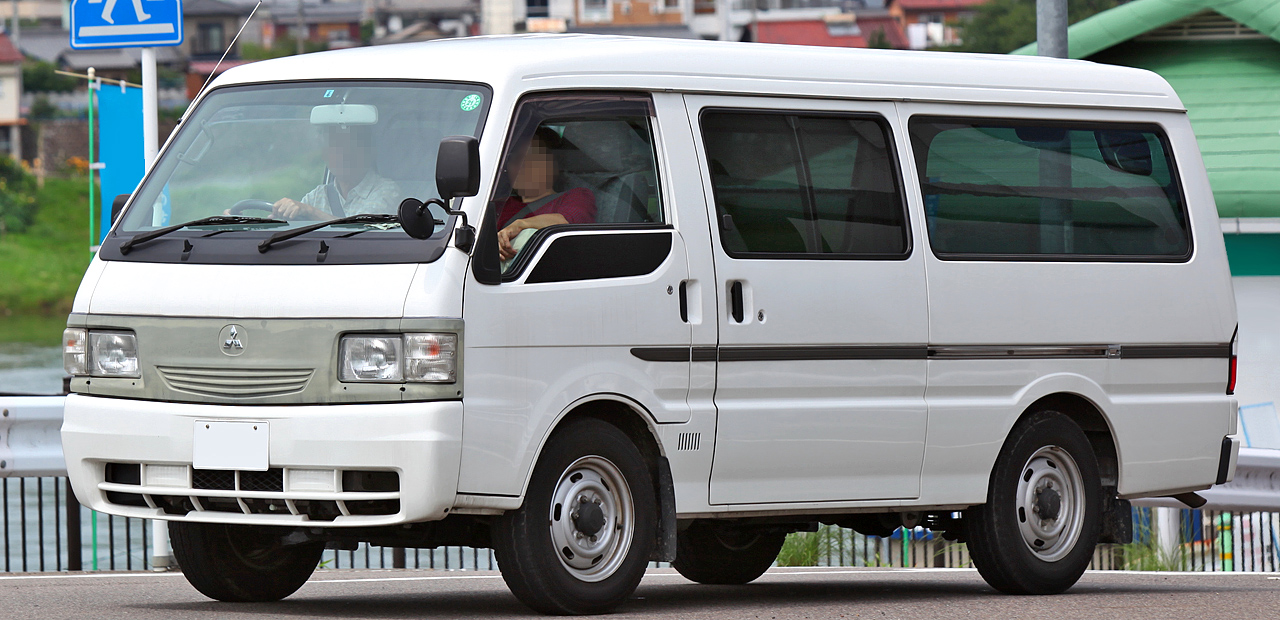
2代目デリカカーゴ

1999年11月1日
フルモデルチェンジ。マツダからのOEMとなり、ボンゴブローニイの同型車となる。
2010年7月
OEM供給終了に伴い販売終了。